# Gare d'Ychoux
La gare d'Ychoux est une gare ferroviaire française de la ligne de Bordeaux-Saint-Jean à Irun. Elle est  située sur le territoire de la commune d'Ychoux dans le département des Landes, en région Nouvelle-Aquitaine.
Elle est mise en service en 1854 par la Compagnie des chemins de fer du Midi et du Canal latéral à la Garonne. C'est une gare de la Société nationale des chemins de fer français (SNCF) desservie par des trains TER Nouvelle-Aquitaine.

## Situation ferroviaire
Établie à 55 mètres d'altitude, la gare d'Ychoux est située au point kilométrique (PK) 75,535 de la ligne de Bordeaux-Saint-Jean à Irun, entre les gares ouvertes de Facture-Biganos et de Labouheyre.
Ancienne gare d'échange, elle était également l'origine des lignes d'Ychoux à Moustey et d'Ychoux à Biscarrosse-Bourg, du réseau de chemin de fer secondaire des Voies ferrées des Landes (fermées et déposées).

## Histoire

### Gare de la Compagnie du Midi

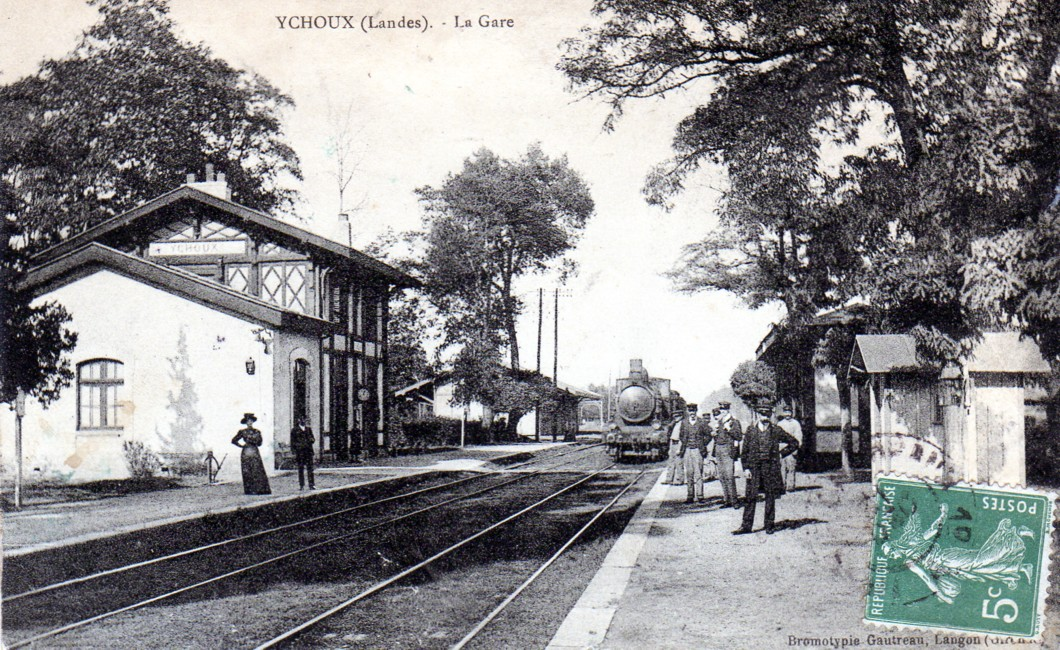
La gare d'Ychoux vers 1900.

Le passage par Ychoux du chemin de fer entre Bordeaux et Bayonne, sur un futur axe ferroviaire de Paris à Madrid, est décidé par le décret du 24 août 1852 qui officialise la convention passée entre le gouvernement et la Compagnie des chemins de fer du Midi et du Canal latéral à la Garonne sur le choix d'un tracé qui débute sur la ligne construite par la Compagnie du chemin de fer de Bordeaux à La Teste. Au mois de septembre la compagnie met en place un service provisoire afin de notamment transporter le personnel occupé à la finition des stations intermédiaires, dont Ychoux. La mise en service officielle de la section de Lamothe à Dax a lieu le 12 novembre 1854.

### Gare de la SNCF

#### Gare du record de vitesse sur rail en 1955
C'est à la gare d'Ychoux ou à proximité qu'a été battu le record du monde de vitesse sur rail par la SNCF en mars 1955 avec pour la première fois un train dépassant les 300 km/h en profitant de la longue ligne droite électrifiée de la ligne des Landes, entre les gares de Facture et de Morcenx. Le 25 mars, une locomotive électrique CC 7107 d'Alsthom tirant trois voitures atteint 325 km/h. Le lendemain 26 mars, une autre locomotive électrique, une BB 9004 de Jeumont-Schneider dans la même configuration atteint les 331 km/h (ayant bénéficié d'un lever du second pantographe et pour des raisons commerciales, la SNCF attribuera la même vitesse aux deux locomotives). Différents capteurs avaient été installés sur la voie à hauteur de la gare et reliés à un wagon stationné sur une voie de garage pour mesurer les distorsions que subissaient les rails et le ballast au passage d'un train roulant à très grande vitesse. 

#### Rénovation de 2013
La gare rénovée est inaugurée à la fin du mois de novembre 2013, le chantier a principalement consisté à améliorer l'accès aux quais avec notamment la pose d'une passerelle, permettant aux voyageurs de franchir les voies en sécurité, et la réfection des quais rehaussés et équipé de bandes de guidage et d'un éclairage pour faciliter l'accès des personnes à mobilité réduite. Il reste encore à rénover le bâtiment voyageurs, chantier qui doit prendre fin à l'été 2014.
En 2016, selon les estimations de la SNCF, la fréquentation annuelle de la gare était de 96 735 voyageurs.
En 2019, selon les estimations de la SNCF, la fréquentation annuelle de la gare était de 142 217 voyageurs contre 114 265 en 2018.

## Service des voyageurs

### Accueil
Gare SNCF, elle dispose d'un bâtiment voyageurs, avec guichet, ouvert tous les jours. Elle dispose également d'un automate pour l'achat de titres de transport TER.
Une passerelle permet le passage d'un quai à l'autre.

### Desserte
Ychoux est desservie par les trains TER Nouvelle-Aquitaine, sur les relations : Tarbes, ou Pau, ou Hendaye, ou Mont-de-Marsan, à Bordeaux-Saint-Jean.

Installation et desserte
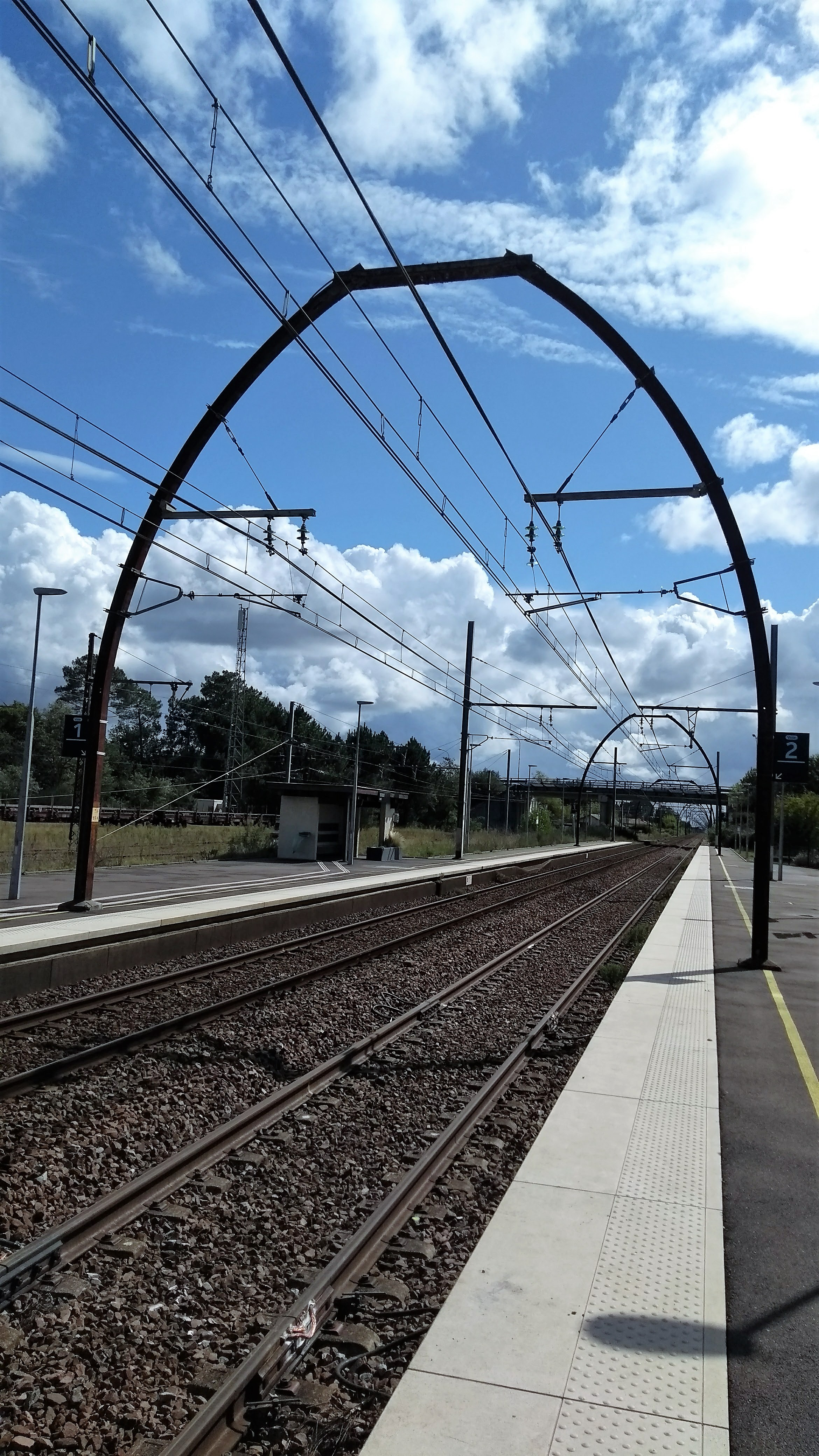
En 2017.
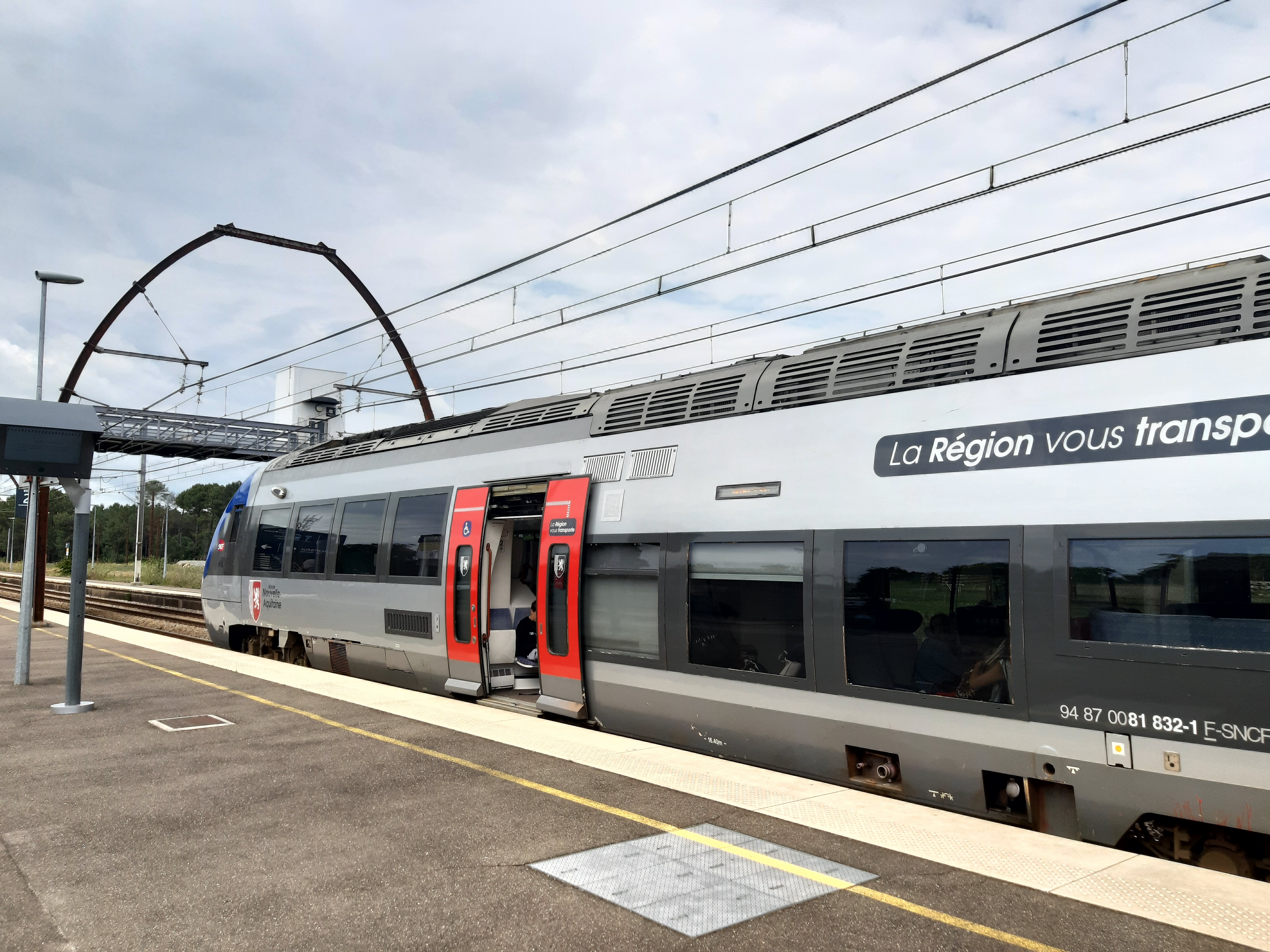
En 2022.

### Intermodalité
Un parc pour les vélos et un parking pour les véhicules y sont aménagés.
La ligne 511 du réseau de cars de la région dessert la gare.